# Almacenamiento conectado en red
El almacenamiento conectado en red, Network Attached Storage (NAS), es el nombre dado a una tecnología de almacenamiento dedicada a compartir la capacidad de almacenamiento de un computador/ordenador (servidor) con computadoras personales o servidores clientes a través de una red (normalmente TCP/IP), haciendo uso de un sistema operativo optimizado para dar acceso con los protocolos CIFS, NFS, FTP o TFTP.
También se podría considerar un sistema NAS a un servidor (Microsoft Windows, Linux, etcétera) que comparte sus unidades por red, pero la definición suele aplicarse a sistemas específicos. Los protocolos de comunicaciones NAS están basados en archivos por lo que el cliente solicita el archivo completo al servidor y lo maneja localmente, por lo que están orientados a manipular una gran cantidad de pequeños archivos. Los protocolos usados son protocolos de compartición de archivos como Network File System (NFS) o Microsoft Common Internet File System (CIFS).
Muchos sistemas NAS cuentan con uno o más dispositivos de almacenamiento para incrementar su capacidad total. Frecuentemente, estos dispositivos están dispuestos en RAID (Redundant Arrays of Independent Disks) o contenedores de almacenamiento redundante.

## NAShead
Un dispositivo de hardware simple, llamado NAS box o NAS head, actúa como interfaz entre el NAS y los clientes.
Los clientes siempre se conectan al NAS head (más que a los dispositivos individuales de almacenamiento) a través de una conexión Ethernet. NAS aparece en la LAN como un simple nodo que es la dirección IP del dispositivo NAS head.
Estos dispositivos NAS no requieren pantalla, ratón o teclado, sino que poseen interfaz web.

## Comparativas
El opuesto a NAS es la conexión Direct Attached Storage (DAS) mediante conexiones Small Computer System Interface (SCSI) o la conexión Storage Area Network (SAN) por fibra óptica, en ambos casos con tarjetas de conexión específicas de conexión al almacenamiento. Estas conexiones directas (DAS) son por lo habitual dedicadas.
En la tecnología NAS, las aplicaciones y programas de usuario hacen las peticiones de datos a los sistemas de archivos de manera remota mediante protocolos como CIFS y NFS, y el almacenamiento es local al sistema de archivos. Sin embargo, DAS y SAN realizan las peticiones de datos directamente al sistema de archivos.
Las ventajas del NAS sobre la conexión directa (DAS) son la capacidad de compartir las unidades, un menor costo, la utilización de la misma infraestructura de red y una gestión más sencilla. Por el contrario, NAS tiene un menor rendimiento y confiabilidad por el uso compartido de las comunicaciones.
|  |
|  |

A pesar de las diferencias, NAS y SAN no son excluyentes y pueden combinarse en una misma solución: Híbrido SAN-NAS.

## Usos de NAS
NAS es muy útil para proporcionar el almacenamiento centralizado a computadoras clientes en entornos con grandes cantidades de datos. NAS puede habilitar sistemas fácilmente y con bajo costo con balance de carga, tolerancia a fallos y servidor web para proveer servicios de almacenamiento. El crecimiento del mercado potencial para NAS es el mercado de consumo donde existen grandes cantidades de datos multimedia.
El precio de las aplicaciones NAS ha bajado, ofreciendo redes de almacenamiento flexibles para el consumidor doméstico con costos menores de lo normal, con discos externos USB o FireWire.
Algunas de estas soluciones para el mercado doméstico son desarrolladas para procesadores ARM, PowerPC o MIPS, corriendo sistemas operativos Linux embebido. Ejemplos de estos son Melco Buffalo's TeraStation y Linksys NSLU2.
Los usos principales de estos servidores:
1. Almacenamiento centralizado de archivos
```
  - Un NAS permite a los usuarios almacenar y acceder a archivos desde un único lugar en la red, mejorando la organización y accesibilidad de los datos.
  - Ideal para empresas que necesitan compartir archivos de gran tamaño o múltiples versiones de documentos entre equipos de trabajo.
```

2. Backup y recuperación de datos
```
  - Los NAS se utilizan para realizar copias de seguridad automáticas y programadas de los datos importantes de la empresa.
  - Con características como 
deduplicación
 y 
compresión de datos
, los NAS de alta capacidad maximizan el espacio y permiten gestionar múltiples versiones de backups.
  - Son compatibles con aplicaciones avanzadas como 
Hyper Backup
 o 
Active Backup for Business
 para proteger tanto servidores como estaciones de trabajo.
```

3. Almacenamiento para virtualización 
```
  - Muchos NAS de alta gama soportan entornos de virtualización como 
VMware, Citrix
 y 
Microsoft Hyper-V
, lo que los hace ideales para ejecutar máquinas virtuales (VMs) y gestionar recursos virtualizados.
  - Soluciones como 
Virtual Machine Manager
 en NAS de Synology permiten crear, gestionar y operar VMs directamente en el NAS, lo que es ideal para entornos de prueba y producción.
```

4. Alta disponibilidad y tolerancia a fallos
```
  - Los NAS empresariales ofrecen configuraciones de alta disponibilidad (HA) para mantener los sistemas en funcionamiento incluso en caso de fallo de hardware.
  - La redundancia en discos, fuentes de alimentación y opciones de conexión asegura una operación continua y disminuye el tiempo de inactividad.
```

5. Servidor multimedia
```
  - Los NAS también se utilizan como servidores multimedia, gestionando y transmitiendo grandes bibliotecas de audio, video e imágenes.
  - Permiten streaming a múltiples dispositivos en la red mediante protocolos como 
DLNA
 y aplicaciones dedicadas, siendo útiles tanto en entornos de entretenimiento como en marketing y creación de contenido multimedia.
```

6. Almacenamiento en la nube privada
```
  - Un NAS de alta capacidad permite a las empresas tener su propia nube privada para acceder a datos desde cualquier lugar, sin depender de terceros.
  - Funcionalidades como 
Synology Drive
 permiten la sincronización y el acceso remoto, manteniendo los datos seguros y bajo control interno.
```

7. Servidor de aplicaciones empresariales
```
  - Los NAS avanzados pueden alojar aplicaciones empresariales como sistemas de gestión de bases de datos, servidores web y CRM.
  - Esto permite que las empresas utilicen el NAS no solo como almacenamiento, sino también como infraestructura para sus aplicaciones críticas.
```

8. Monitorización y videovigilancia
```
  - Muchos NAS ofrecen integración con cámaras de seguridad y software de vigilancia como 
Surveillance Station
, permitiendo el almacenamiento, gestión y monitoreo de grabaciones en alta definición.
  - Los NAS de alta capacidad pueden manejar grandes volúmenes de video en tiempo real, por lo que son ideales para grandes sistemas de videovigilancia en instalaciones comerciales o industriales.
```

9. Sincronización y colaboración
```
  - Permite la colaboración en tiempo real entre equipos mediante la sincronización automática de archivos, especialmente útil en empresas con varias oficinas o en entornos de trabajo remoto.
  - Aplicaciones como 
Synology Drive
 o 
Qsync
 de QNAP proporcionan herramientas de colaboración de nivel empresarial. 
```

Estos usos muestran la versatilidad de los servidores NAS, especialmente los de alta capacidad, que están preparados para gestionar grandes volúmenes de datos y responder a las necesidades avanzadas de empresas y entornos técnicos.

## Sistemas operativos NAS para usuarios de PC
Están disponibles distribuciones software libre orientadas a servicios NAS, Linux y FreeBSD, incluyendo TrueNAS, XigmaNAS, NASLite y Openfiler.
Son configurables mediante interfaz web y pueden ejecutarse en computadoras con recursos limitados.
Existen distribuciones en LiveCD, en memorias USB o desde uno de los discos duros montados en el sistema.
Ejecutan Samba, el dominio Network File System y dominios de File Transfer Protocol (FTP) que están disponibles para dichos sistemas operativos.